# Indian Civil Service
Indian Civil Service (ICS), den ämbetsmannakår som byggdes upp i Indien av Ostindiska kompaniet från 1700-talets slut. Ersattes vid den indiska självständigheten 1947 av Indian Administrative Service.
ICS togs 1858 över av brittiska kronan. Den omfattade 1900 totalt omkring 1 000 ämbetsmän, varav 20 infödda indier. Sedan inträdesproven från 1919 börjat hållas i Indien såväl som i Storbritannien började andelen infödda indier successivt öka. Vid självständigheten var andelen 50%.